# Day of the Tentacle
Day of the Tentacle, também conhecido como (Maniac Mansion II: Day of the Tentacle), é um jogo de aventura gráfica de 1993 desenvolvido e publicado pela LucasArts. É a sequência do jogo Maniac Mansion de 1987. A trama segue Bernard Bernoulli e seus amigos Hoagie e Laverne enquanto eles tentam impedir o malvado Tentáculo Roxo - um tentáculo senciente e desencarnado - de dominar o mundo. O jogador assume o controle do trio e resolve quebra-cabeças enquanto viaja no tempo para explorar diferentes períodos da história.
Dave Grossman e Tim Schafer co-lideraram o desenvolvimento do jogo, sua primeira vez nessa função. A dupla transportou um número limitado de elementos de Maniac Mansion e abandonou o aspecto de seleção de personagens para simplificar o desenvolvimento. As inspirações incluíram desenhos animados de Chuck Jones e a história dos Estados Unidos. Day of the Tentacle foi o oitavo jogo da LucasArts a usar o motor SCUMM.
O jogo foi lançado simultaneamente em disquete e CD-ROM, com aclamação da crítica e sucesso comercial. Os críticos se concentraram em seus visuais em estilo cartoon e elementos cômicos. Day of the Tentacle tem aparecido regularmente em listas dos "principais" jogos publicadas mais de duas décadas após seu lançamento e tem sido referenciado na cultura popular.  Uma versão remasterizada de Day of the Tentacle foi desenvolvida pelo atual estúdio de Tim Schafer, Double Fine Productions, e lançada em março de 2016, para MacOS X, PlayStation 4, PlayStation Vita e Microsoft Windows, com uma versão para iOS e Linux lançada em julho do mesmo ano e, posteriormente, para o Xbox One em outubro de 2020.

## Enredo
Day Of The Tentacle se passa cinco anos após os eventos de Maniac Mansion. Dos sete personagens jogáveis do original, o único a retornar é Bernanrd Bernoulli, o estereótipo de um nerd. Desta vez, Bernard tem um papel principal, já que é ele quem lidera seus dois novos amigos, Hoagie (um headbanger) e Laverne (uma garota com traços de insanidade), no retorno à Mansão. Uma das criações do Dr. Fred Edison, o Tentáculo Roxo, bebe água contaminada com radiação de um lago do lado da Mansão, o que o leva à uma mutação que lhe provê dois braços e um desejo de dominar o mundo. Bernard e seus amigos planejam voltar no tempo usando a "Chron-o-John", uma máquina do tempo criada pelo Dr. Fred, para impedir o Tentáculo Roxo de beber a água radioativa.
Infelizmente, a imitação barata de diamante (elemento essencial para a máquina) falha, separando o trio em eras diversas: Hoagie volta 200 anos no passado, aonde ele encontra figuras históricas da história americana como George Washington e Benjamin Franklin; Laverne avança 200 anos no futuro, aonde o Tentáculo Roxo já dominou o mundo, e a raça dominante são os tentáculos, sendo que a humanidade foi reduzida à animais de estimação. Bernard permanece no presente. Com a ajuda do Tentáculo Verde (outrora amigo do Roxo e pretenso músico de Rock 'n' Roll) precisa encontrar um diamante original para fazer a máquina do tempo funcionar corretamente. Hoagie e Laverne precisam conectar eletricidade para fazer seus compartimentos de viagem no tempo funcionarem. O jogo usa de forma criativa as três eras diversas, com diversos desafios que necessitam da ação conjunta de pelo menos dois personagens. Por exemplo, um anúncio de um aspirador de pó precisa ser enviado ao passado, para que Hoagie o coloque na caixa de sugestões da constituição da América; uma cláusula é adicionada na constituição obrigado todo cidadão americano a ter um aspirador de pó no porão. E, consequentemente, no futuro, quando os aspiradores de pó já existirem, você pode encontrar um e usá-lo.
Um dos fatos mais interessantes de Day Of The Tentacle é que ele inclui o Maniac Mansion original para ser jogado na íntegra, disponível no computador do quarto do Weird Ed.

## Relação com a história americana
Uma das características mais originais do enredo de Day Of The Tentacle é que ele permite o jogador a interagir com versões humorísticas de figuras importantes da história da America Colônial: George Washington, Thomas Jefferson, Benjamin Franklin, John Hancock e Betsy Ross, todos com as personalidades comicamente exageradas. Descendentes deles podem ser vistos em outras eras. Alguns dos melhores desafios do jogo envolvem esses personagens.
Em uma sequência, Hoagie precisa dar um charuto explosivo para Washington para substituir sua prótese dentária por uma dentadura mecânica, enquanto em outra ele precisa dar um desenho de um tentáculo para Ross, que o usa como base para criar a bandeira americana. Uma bandeira em formato de tentáculo aparece no futuro e Laverne pode usá-la como disfarce para passar pela guarda militar dos Tentáculos.

## Jogabilidade
Day Of The Tentacle usa o sistema "apontar e clicar", como na maior parte dos adventures da época (esse sistema foi estabelecido pelo próprio Maniac Mansion). O jogador escolhe a direção que o personagem deve se dirigir ao clicar em um ponto na tela. Há ações como "pegar", "olhar" e "empurrar" disponíveis  em uma barra no canto inferior da tela, que são acessador com cliques também. Os personagens também possuem seus inventários, aonde alojam seus objetos.
Em Maniac Mansion, os personagens podiam ser mortos em várias ocasiões. A partir de The Secret of Monkey Island, a LucasArts adotou uma filosofia diferente, que não punia o jogador por explorar os limites do mundo do jogo. De fato, a maioria dos jogos lançados pela LucasArts após Monkey Island (incluindo Day Of The Tentacle), o personagem não pode morrer (apesar de existirem sequências nos dois primeiros Monkey Island onde isso é possível).

## Remasters

### Special Edition
De acordo com Kotaku, uma versão remasterizada de Day of the Tentacle estava em desenvolvimento na LucasArts Singapore antes da venda da LucasArts para a Disney em 2012. Embora nunca tenha sido oficialmente aprovado, o jogo usava um estilo de arte pseudo-3D e estava quase 80% completo,  segundo uma pessoa próxima ao projeto, mas foi arquivado dias antes do fechamento da LucasArts.

### Remastered

A versão remasterizada de Day of the Tentacle mantém a animação em estilo cartoon, mas usa personagens e planos de fundo mais detalhados.

Uma versão remasterizada de Day of the Tentacle foi desenvolvida por Tim Schafer e seu estúdio, Double Fine Productions. A remasterização foi lançada em 22 de março de 2016, para OS X, PlayStation 4, PlayStation Vita e Microsoft Windows, com uma versão Linux lançada em 11 de julho juntamente com uma versão para o iOS. As versões Playstation 4 e Playstation Vita são cross-buy e também apresentam cross-save. Um porte para Xbox One chegou em outubro de 2020. O jogo remasterizado foi lançado como um título gratuito do PlayStation Plus para o mês de janeiro de 2017.
Tim Schafer deu crédito à LucasArts e à Disney pela ajuda na criação da remasterização, que segue uma remasterização semelhante de Grim Fandango, também da Double Fine, em janeiro de 2015. Schafer disse que quando eles originalmente estavam prestes a garantir os direitos de Grim Fandango da LucasArts para fazer a remasterização, eles originalmente não tinham planos de refazer os outros jogos de aventura da LucasArts, mas com a resposta apaixonada que receberam da notícia da remasterização de Grim Fandango, decidiram continuar esses esforços. Schafer descreveu a obtenção dos direitos de Day of the Tentacle como um "milagre", embora ajudado pelo fato de que muitos dos executivos da cadeia de direitos legais tinham boas lembranças de jogar esses jogos e ajudaram a garantir os direitos. A 2 Player Productions, que já trabalhou com a Double Fine para documentar seu processo de desenvolvimento de jogos, também criou um minidocumentário para Day of the Tentacle Remastered, que incluiu uma visita ao Skywalker Ranch, onde os jogos da LucasArts foram originalmente desenvolvidos, onde grande parte dos jogos a arte conceitual original e os arquivos digitais do jogo e de outros jogos de aventura da LucasArts foram arquivados.
Day of the Tentacle Remastered mantém sua arte bidimensional em estilo cartoon, redesenhada em uma resolução mais alta para computadores modernos. A arte dos personagens em alta resolução foi atualizada por uma equipe liderada por Yujin Keim com a consulta de Ahern e Chan. A equipe de Keim usou muitos dos esboços originais de personagens e recursos dos dois e emulou seu estilo com melhorias para sistemas gráficos modernos. Matt Hansen trabalhou na recriação dos ativos de fundo em alta resolução. Tal como acontece com o Grim Fandango remasterizado, o jogador pode alternar entre os gráficos originais e a versão de alta resolução. O jogo inclui um menu de interação mais simplificado, uma roda de comando semelhante à abordagem usada em Broken Age, mas o jogador pode optar por voltar para a interface original. A trilha sonora do jogo foi refeita em MIDI adaptada para funcionar com o sistema iMUSE. Existe a opção de ouvir comentários dos criadores originais, incluindo Schafer, Grossman, Chan, McConnell, Ahern e Bajakian. A remasterização contém a versão totalmente jogável do Maniac Mansion original, embora nenhuma melhoria tenha sido feita nesse jogo dentro de um jogo.
Day of the Tentacle Remastered recebeu críticas positivas, com a versão para PC tendo uma pontuação agregada de 87/100 registrada por Metacritic. Os revisores geralmente elogiaram o jogo por não ter perdido seu charme desde seu lançamento inicial, mas acharam alguns aspectos da remasterização sem brilho. Richard Corbett, da Eurogamer, achou o jogo "tão bem elaborado agora quanto era em 1993", mas descobriu que os processos usados para fornecer gráficos de alta definição, desde os gráficos originais de 16 bits até a criação de alguns dos atalhos necessários tirada em 1993 para gráficos, como pontilhamento de fundo e baixas taxas de quadros de animação, mais óbvios em hardware moderno. Jared Petty da IGN também achou o remasterizado ainda agradável e achou a melhoria nos gráficos "gloriosa", mas temia que a falta de um sistema de dicas, como foi adicionado na versão remasterizada de The Secret of Monkey Island, adiasse  novos jogadores para o jogo. Bob Mackey, da USgamer, descobriu que, embora os jogos de aventura remasterizados anteriores tenham destacado o quanto mudou nas expectativas dos jogadores desde o apogeu dos jogos de aventura na década de 1990, Day of the Tentacle Remastered "supera essas questões para se tornar absolutamente atemporal".".

## Aparições em Outros Jogos
- Bernard aparece três vezes em Sam & Max Hit The Road, como balconista nos restaurantes Snuckeys. Em cada uma das aparições, ele está com algum disfarce.[21]

## Sequências
Existem grupos de fãs na Alemanha que começaram a criar jogos que dão continuidade à Day Of The Tentacle, mas nenhum ainda foi concluído. A LucasArts demonstra pouca aceitação com a ideia de terceiros usarem suas licenças.
O jogo chama-se Maniac Masion 3 - Return of the Tentacle ou Day of the tentacle 2 - Return of the tentacles!